# Hitchcock (Dakota del Sud)
Hitchcock è un centro abitato (town) degli Stati Uniti d'America, situato nella Contea di Beadle nello Stato del Dakota del Sud. La popolazione era di 91 persone al censimento del 2010.
Hitchcock collabora con la vicina città di Tulare in ambito sportivo, formando gli Hitchcock/Tulare Patriots.

## Storia
Hitchcock è stata intrecciata nel 1881. Dei nomi iniziali per la città erano Clarkville e Altoona. Il nome attuale è un omaggio a Charles S. Hitchcock, un proprietario originale del sito della città. Un ufficio postale è stato in funzione a Hitchcock dal 1881.

## Geografia fisica
Hitchcock è situata a 44°37′48″N 98°24′37″W (44.630123, -98.410259).
Secondo lo United States Census Bureau, ha un'area totale di 0,27 miglia quadrate (0,70 km²).

## Società

### Evoluzione demografica
Secondo il censimento del 2010, c'erano 91 persone.

### Etnie e minoranze straniere
Secondo il censimento del 2010, la composizione etnica della città era formata dal 93,4% di bianchi, l'1,1% di afroamericani, l'1,1% di nativi americani, l'1,1% di asiatici, e il 3,3% di due o più etnie. Ispanici o latinos di qualunque etnia erano l'1,1% della popolazione.